# Изложба „Млади 1978—1979” (1980)
Изложба „Млади 1978—1979” се одржала у периоду од 25. јуна до 7. јула 1980. године у галерији Удружења ликовних уметника Србије, у улици Масарикова 4.

## Организациони одбор
Организациони одбор изложбе су чинили:
- Душан Ђокић
- Братислав Љубишић
- Владета Војиновић

## Излагачи
1. Александар Цветковић
2. Божидар Дамјановски
3. Фатима Дедић Рајковић
4. Владимир Фландер
5. Радивоје Ђуровић
6. Горан Гвардиол
7. Радован Хиршл
8. Биљана Јанковић
9. Драгољуб Јелесијевић
10. Драгана Јовчић
11. Слободан Кнежевић
12. Велизар Крстић
13. Љиљана Манзаловић
14. Душан Марковић
15. Надежда Марковић
16. Весна Мијачика
17. Стјепан Мимица
18. Борислава Недељковић Продановић
19. Мице Попчев
20. Миливоје Стоиљковић
21. Зорица Тасић
22. Марија Тишма
23. Томислав Тодоровић
24. Велимир Вукићевић
25. Весна Зламалик